# West-Cappel
 West-Cappel là một xã thuộc tỉnh Nord trong vùng Hauts-de-France phía bắc nước Pháp. Xã này nằm ở khu vực có độ cao trung bình 22 mét trên mực nước biển.